# Biblia de Tijuana

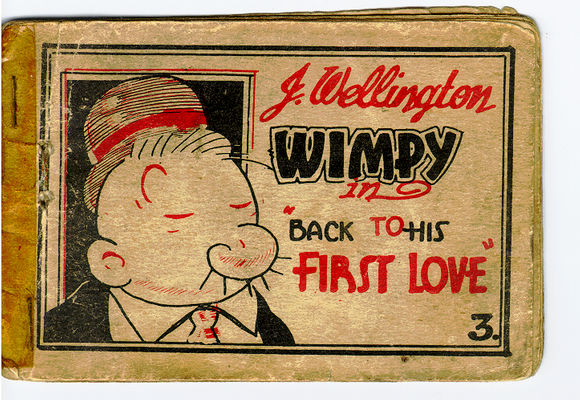
Cubierta de una típica biblia de Tijuana que muestra al personaje Wimpy (Pilón), de Popeye.

Las biblias de Tijuana, conocidas en inglés como Tijuana bibles (otros nombres: bluesies, eight-pagers, gray-backs, Jiggs-and-Maggie books, jo-jo books, Tillie-and-Mac books, two-by-fours y fuck books) eran cómics pornográficos producidos en los Estados Unidos desde los años 1920 hasta comienzos de los 1960. Tuvieron su mayor época de popularidad durante la Gran Depresión. 
La mayoría de biblias de Tijuana eran parodias obscenas de tiras cómicas populares de los periódicos de la época, tales como «Blondie», «Barney Google», «Moon Mullins», «Popeye», «Tillie the Toiler», «The Katzenjammer Kids», «Dick Tracy», «Little Orphan Annie», o «Bringing Up Father». Otras hacían uso de personajes basados en estrellas de películas populares o deportistas famosos de la época, como Mae West, Clark Gable o Joe Louis, a veces con sus nombres ligeramente modificados. Antes de la Segunda Guerra Mundial, casi todas las historias eran de humor y con frecuencia eran versiones caricaturizadas de chistes verdes famosos que habían estado en circulación por décadas.
La típica «biblia» viene en formato apaisado y consta de ocho páginas, tiene unas dimensiones de 10x15 cm y está impresa con tinta negra sobre papel blanco barato. Los dibujantes, escritores o editores de tales folletos son generalmente desconocidos, en tanto su publicación era ilegal, clandestina y anónima. La calidad de los dibujos era muy variable. Los temas son aventuras sexuales explícitas con personajes de dibujos conocidos (como Popeye, Mickey Mouse o Betty Boop), políticos (infrecuentemente) o estrellas de cine, usados siempre sin respeto a los derechos de autor o a las leyes contra la difamación y sin permiso. Las biblias de Tijuana reproducían los estereotipos étnicos que se encontraban en la cultura popular del momento, aunque una biblia de Tijuana («You Nazi Man») concluía en una nota seria con un breve mensaje del impresor abogando por una mayor tolerancia hacia los judíos en Alemania.

## Historia
El término «biblias de Tijuana» se registró por primera vez en el sur de California a finales de la década de 1940 y se refiere a la creencia apócrifa de que eran impresas y contrabandeadas a través de la frontera desde Tijuana, México. En la década de 1930, muchas biblias tempranas llevaban sellos falsos de editoriales inexistentes como «London Press», «La France Publishing», o «Tobasco Publishing Co», en Londres, París o La Habana. La popular línea que usaba el sello «Tobasco» estuvo en el mercado clandestino por un par de años e imprimía también varias publicaciones de ficción erótica de tamaño panfleto, además de unos 60 títulos de biblias de Tijuana, la mayoría de ellos originales.
Las biblias de Tijuana eran vendidas «bajo el mostrador» por 25 centavos de dólar en lugares en los que se congregaban hombres: bares, pistas de bowling, cigarrerías, barberías, y casas de burlesque. Se distribuían «bajo mano» en lugares como colegios, garajes, barberías, camionetas o se compraban a personas que las vendían por la calle. En un artículo de Salon.com de 1997, el dibujante Art Spiegelman dijo que existía poca información concreta acerca de las biblias de Tijuana; Spiegelman también dijo que el término se podía haber originado a través de los insultos contra los mexicanos o debido al concepto de que el vicio imperaba en los pueblos de la frontera.
Según Spiegelman, no existen datos acerca de las persecuciones a los editores y artistas de las biblias de Tijuana, aunque en ocasiones, las autoridades requisaban cargamentos de las mismas. En algunos sentidos, las biblias de Tijuana fueron los primeros cómics independientes, y contenían material original en un momento en que los cómics estadounidenses legales se dedicaban exclusivamente a la reimpresión de tiras de periódicos. Tras la Segunda Guerra Mundial, la popularidad de las biblias de Tijuana comenzó a decaer.
Según Spiegelman, no está claro si los pequeños folletos salaces fueron creados por empresas familiares o por el crimen organizado. Viejas notas periodísticas sobre el crimen parecen indicar que la mayoría de las biblias eran producto de un grupo bastante pequeño de pequeños empresarios independientes con sus propias imprentas, que invariablemente volvían a aparecer en una nueva ubicación después de que una redada policial las cerrara. Estos empresarios fabricaban una gran variedad de productos pornográficos, como naipes pornográficos, tarjetas de felicitación de broma y carretes de película, y creaban sus propias rutas de distribución clandestina por todo Estados Unidos.
En los primeros tiempos, las biblias de Tijuana podían enviarse a granel por todo el país a través de oficinas comerciales de correos, normalmente la empresa Railway Express Agency. Era un grave delito enviarlas a través del correo nacional estadounidense, y un vendedor por correo fue condenado a 5 años en Leavenworth en 1932 por tan solo solicitar pedidos a sus clientes a través del correo nacional (a un dólar por biblia: «Estas no son de las baratas»), aunque garantizaba que las enviaría por el expreso comercial. Cuando se utilizaba el correo nacional, se recurría a complejas estratagemas para burlar a los inspectores postales, que incluían el reenvío de correo, buzones de uso único o direcciones inexistentes. El alto porcentaje de éxito de las autoridades postales a la hora de descubrir estos esquemas es la principal razón por la que las biblias se vendían generalmente a nivel local en lugar de a través de los correos. Cuando un vendedor era detenido y procesado por violar una ordenanza local, las penas eran mucho menores que si se cometía un delito federal: normalmente un vendedor se libraba con una condena de 30 días, una multa de 100 dólares o libertad condicional tras un arresto local, al menos la primera vez.
En la década de 1930, el apogeo de las biblias, se imprimieron y vendieron millones de ellas. Sin embargo, el número de nuevos títulos de biblias de Tijuana que se publicaban cayó en picada al comienzo de la Segunda Guerra Mundial, y la industria nunca se recuperó. Entre los factores que influyeron en el declive de las biblias de Tijuana en esta época pueden estar las redadas policiales y el retiro de Doc Rankin, que fue llamado a filas por el ejército al principio de la guerra, junto con la escasez de papel y suministros de impresión en tiempos de guerra. Las planchas de impresión de las biblias más antiguas se desgastaron a causa de las continuas reimpresiones hasta quedar casi en blanco, y las planchas originales perdidas en redadas policiales tenían que ser sustituidas por nuevas planchas recortadas burdamente por grabadores aficionados torpes y sin formación. La calidad de las biblias de Tijuana disponibles en el mercado se resintió, y los precios bajaron a medida que las ventas se desplomaban.
Cuando el negocio se reactivó tras la guerra, la calidad de las nuevas biblias era pésima: mal dibujadas y mal impresas. Eran muy poco profesionales y pueriles en comparación con el trabajo de una década antes. Según Spiegelman, el Sr. Disléxico (como le apodó), el principal dibujante de la posguerra, tenía una falta de talento para el dibujo casi asombrosa, solo igualada por su mal gusto y su ignorancia del idioma inglés. Su obra más conocida, «Traveling Preacher», es una larga y trabajada copia de una novela de Erskine Caldwell (Journeyman), a quien el Sr. Disléxico procedió a reconocer convirtiendo al propio Caldwell en el protagonista de otra escabrosa biblia de Tijuana («Erskine Caldwell en Grandpa's Revenge»).
Se conoce poco sobre los artistas anónimos de las biblias de Tijuana. Se cree que Wesley Morse, quien más adelante dibujó «Bazooka Joe», trabajó en muchas de las biblias antes de la guerra. Cierto número de libros han identificado de forma tentativa al dibujante Doc Rankin como creador de numerosas biblias de Tijuana en los años 30, aunque esto sigue sin ser probado. En los años 50, Joe Shuster ilustró una obra erótica con un estilo de biblia de Tijuana llamada Nights of Horror; muchos de sus personajes masculinos recuerdan a Superman, y algunos de los femeninos a Lois Lane.